# Stefano Salvemini
Stefano Salvemini (Brindisi, 4 febbraio 1928 – Lecce, 15 maggio 2003) è stato un politico italiano.

## Biografia
Di professione insegnante e poi preside, entrò in consiglio comunale a Lecce nel 1975 con il Partito Socialista Italiano. Si avvicinò al Partito Democratico della Sinistra e in occasione delle elezioni comunali del 1995 fu candidato a sindaco di Lecce alla guida della coalizione dell'Ulivo. Dopo aver raccolto il 38,07% dei voti al primo turno, contro il 31,49% di Francesco Faggiano e il 18,81% di Giorgio Quarta Colosso, entrambi espressioni del centro-destra, al ballottaggio con Faggiano vinse con il 53,39% dei consensi: fu così eletto per la prima volta a Lecce un sindaco espressione della sinistra. Il mandato si concluse il 15 novembre 1997 in seguito alle dimissioni di vari consiglieri.
Ricandidatosi alle successive elezioni del 1998, raccolse il 43,78% dei voti e fu sconfitto al primo turno da Adriana Poli Bortone, candidata del centro-destra, con il 54% dei consensi.
Morì a Lecce, nella propria abitazione in via Zanardelli, il 15 maggio 2003. Anche il figlio Carlo Salvemini è stato sindaco di Lecce.